# Фонд фондів
Фонд фондів (англ. Fund of funds) — це інвестиційний фонд, який використовує інвестиційну стратегію, засновану на зборі, категоризації та аналізі портфеля інших інвестиційних фондів, на відміну від прямого інвестування в акції, облігації та інші цінні папери.
Існують різні типи таких фондів, кожний з яких інвестує у різні типи інвестиційних фондів (зазвичай один фонд фондів сфокусований лише на одному типі), наприклад є пайові інвестиційні фонди фондів, фонди фондів хеджування тощо.